# Лимаренко, Пётр Григорьевич
Пётр Григо́рьевич Лимаре́нко (27 января 1928, Тарандинцы, Лубенский район, Полтавская область, Украинская ССР) — советский партийный деятель, преподаватель, кандидат сельскохозяйственных наук (1975). Член КПСС с 1954 года. Первый заместитель Председателя Совета Министров Марийской АССР (1961—1969), министр производства и заготовок сельхозпродуктов Марийской АССР (1962—1965), второй секретарь Марийского областного комитета КПСС (1979—1987). Депутат Верховного Совета РСФСР (1984—1989), делегат XXVI съезда КПСС (1981). Заслуженный строитель Марийской АССР (1980).

## Биография
Родился 27 января 1928 года в с. Тарандинцы ныне Лубенского района Полтавской области Украины.
В 1952 году окончил Киевский сельскохозяйственный институт (ныне ― Национальный университет биоресурсов и природопользования Украины) и сразу же был направлен в Горномарийский район Марийской АССР: в 1952—1955 годах — преподаватель, завуч Ардинского училища сельского хозяйства, в 1955—1959 годах — директор Горномарийской МТС, в 1958—1959 годах — председатель Горномарийского райисполкома. В 1954 году принят в ряды КПСС.
В 1959 году переехал в Йошкар-Олу: начальник управления «Сельэлектрострой», в 1961—1969 годах — первый заместитель Председателя Совета Министров Марийской АССР, одновременно, в 1962—1965 годах — министр производства и заготовок сельхозпродуктов МАССР.
С 1969 года в Марийском областном комитете КПСС: в 1969—1979 годах — секретарь, в 1979—1987 годах — второй секретарь.
В 1975 году защитил кандидатскую диссертацию на тему «Экономическая эффективность молочного скотоводства Нечернозёмной зоны РСФСР (на примере колхозов Марийской АССР)» в Казанском сельскохозяйственном институте им. М. Горького. Кандидат сельскохозяйственных наук (1975).
Является автором и соавтором нескольких патентов на разработки в области овцеводства.
В 1961—1985 годах, на протяжении 6 созывов, избирался депутатом Верховного Совета Марийской АССР, в 1984—1989 годах — депутатом Верховного Совета РСФСР XI созыва. В 1981 году в качестве делегата от Марийской АССР принял участие в XXVI съезде КПСС. В 1987 году переведён на работу в аппарат ЦК КПСС.
В 2002 году стал одним один из учредителей московского «Землячества Марий Эл».
Его многолетняя и плодотворная общественно-политическая деятельность отмечена орденами Октябрьской Революции, Трудового Красного Знамени, Дружбы народов, «Знак Почёта», медалями, а также Почётной грамотой Президиума Верховного Совета РСФСР и Почётной грамотой Президиума Верховного Совета Марийской АССР (трижды). В 1980 году ему присвоено почётное звание «Заслуженный строитель Марийской АССР».

## Награды и звания
- Орден Октябрьской Революции (1975)[1]
- Орден Трудового Красного Знамени (1971)[1]
- Орден Дружбы народов (1981)[1]
- Орден «Знак Почёта» (1965)[1]
- Медаль «За доблестный труд. В ознаменование 100-летия со дня рождения Владимира Ильича Ленина» (1970)
- Серебряная медаль ВДНХ (1966)[1]
- Почётная грамота Президиума Верховного Совета РСФСР (1978)[1]
- Почётная грамота Президиума Верховного Совета Марийской АССР (1957, трижды)[1]
- Заслуженный строитель Марийской АССР (1980)[1]